# محوطه و گورستان ممو
محوطه و گورستان ممو مربوط به دوره ساسانیان است و در شهرستان بیضا، بخش بیضا، دهستان بانش، ۳۰۰ متری شمال روستای مموبالا واقع شده و این اثر در تاریخ ۱۸ شهریور ۱۳۸۷ با شمارهٔ ثبت ۲۳۴۱۴ به‌عنوان یکی از آثار ملی ایران به ثبت رسیده است.